# Megumi Han
Megumi Han (潘 めぐみ Han Megumi?) (3 de junio de 1989) es una seiyū japonesa que trabaja para Atomic Monkey. Es la hija de la también seiyū, Keiko Han.
Ha sido condecorada con el premio a la "Mejor Actriz de Reparto" en la 11º ceremonia de los Seiyū Awards.

## Carrera
En 2008, después de una convocatoria del público general para la película Sakura no Sono,  hizo su debut como Satoshi Wada mientras estudiaba en el Departamento de Drama de la Facultad de Arte de la Universidad de Nihon.
En 2011, debutó como actriz de voz en el papel de Airu Suzaki en Digimon Xros Wars: The Young Hunters Who Leapt Through Time. Luego prestó su voz al personaje principal Gon Freecss en Hunter × Hunter. En la audición fue elegida por unanimidad entre más de 100 participantes. 
En 2014, prestó su voz a Hime Shirayuki/Cure Princess en el anime televisivo Happiness Charge PreCure!. Entre sus coprotagonistas se encuentra Miki Hase, una compañera de clase de su universidad.
En 2017, ganó el premio a la Mejor Actriz de Reparto en la 11º  Seiyū Awards.
Fuera de su carrera como seiyū, trabajó en Bandai.

## Filmografía

### Anime
2011
- Digimon Xros Wars: The Young Hunters Who Leapt Through Time (Airu Suzaki)
- Hunter × Hunter (2011) (Gon Freecss)

2012
- Chō Soku Henkei Gyrozetter (Sei Nanatsu)
- Chōyaku Hyakunin isshu: Uta Koi (Young Ariwara no Narihira)
- Yu-Gi-Oh! Zexal II (Rio Kamishiro)

2013
- Chihayafuru 2 (Sumire Hanano)
- Jewelpet Happiness (Chiari Tsukikage)
- Little Busters! Refrain (Young Kengo)
- Mushibugyō (Kuroageha)
- Yuyushiki (Kei Okano)
- Hakkenden (Noro)
- Fantasista Doll (Miina Rurukawa)
- Neppu Kairiku Bushi Road (Ame)
- Naruto Shippūden (Young Obito Uchiha) Episode 343
- LINE TOWN (Lenardo)

2014
- Happiness Charge PreCure! (Hime Shirayuki/Cure Princess)
- Black Bullet (Kayo Senju)
- Blade & Soul (Morii)
- Captain Earth (Lin)
- Nanatsu no Taizai (Friesia)
- Zankyō no Terror (Five)

2015
- Naruto Shippūden (Saya, Yome)
- Ore Monogatari!! (Rinko Yamato)

2016
- Sōsei no Onmyōji (Benio Adashino)

2017
- Gamers! (Keita Amano)
- Little Witch Academia (Atsuko "Akko" Kagari)[2]
- Shōkoku no Altair (Margit)

2018
- My Hero Academia (Tatami Nakagame)
- Black Clover (Kahono)
- Steins;Gate 0 (K.agari Shiina)

2019
- Tate no Yūsha no Nariagari (Glass)
- Chihayafuru 3 (Sumire Hanano)
- One Piece(O-Tama)

2020
- Digimon Adventure (Takeru Takaishi)

2021
- Digimon Ghost Game (Witchmon)
- Platinum End (Susumu Yuito)

2022
- Tate no Yūsha no Nariagari Season 2 (Glass)
- 4-nin wa sorezore uso wo tsuku (Tsubasa/Tsuyoshi)

2023
- Boku no Kokoro no Yabai Yatsu (Moeko Sekine)
- Oshi no Ko (Kana Arima)
- Kusuriya no Hitorigoto (Meimei)
- Shangri-La Frontier (Faeria)
- Trigun Stampede (Lolo)

2024
- Gekai Elise (Julianne De Childe)
- Kaiju No. 8 (Kafka Hibino de niño)
- Oshi no Ko Season 2 (Kana Arima)
- Shikanoko Nokonoko Koshitantan (Noko Shikanoko/Nokotan)

2025
- Magic Maker ~Isekai Mahō no Tsukurikata~ (Shion)

### ONA
- Baki Hanma (Rumina Ayukawa)
- Devilman Crybaby (Miki Makimura)
- Ghost in the Shell: SAC 2045 (Purin Esaki)
- Star Wars: Visions (Haru)

### OVA
- Mobile Suit Gundam: The Origin (Artesia Som Deikun)

### Películas
- Hunter × Hunter: Phantom Rouge (Gon Freecss)
- Hunter × Hunter: The Last Mission (Gon Freecss)
- Kono Sekai no katasumi ni (Sumi Urano)
- Little Witch Academia (Akko Kagari)
- Mobile Suit Gundam: Cucuruz Doan's Island (Sayla Mass)
- El jardín de las palabras (Satō)
- Toaru Majutsu no Index: Endymion no Kiseki (Mallybeth Blackball)
- Palabras que burbujean como un refresco (Bieber)

### Videojuegos
- Digimon Adventure (Takeru Takaishi)
- Gyakuten Saiban 5 (Kizuki Kokone/Athena Cykes)
- J-Stars Victory Vs (Gon Freecss)
- Jump Force (Gon Freecss)
- The Last of Us (Ellie (Ashley Johnson)
- Guilty Gear Xrd (Ramlethal Valentine)
- Revue Starlight: Re LIVE (Otsuki Aruru)
- Danganronpa Another Episode: Ultra Despair Girls (Masaru Daimon)
- Fate/Grand Order (Kingprotea)

### Doblaje

#### Animación
- My Little Pony: Friendship Is Magic (Cheerilee)
- The Loud House (Lana Loud y Lola Loud)
- 44 Gatos (Lampo)
- Lego Monkie Kid (Red son)

#### Acción real
- Las chicas del colegio (Sasha Grey))
- Carrie (Carrie White (Chloë Grace Moretz))
- Let Me In (Abby (Chloë Grace Moretz))
- Warm Bodies (Julie Grigio (Teresa Palmer)